# Xian de Youxi
Le xian de Youxi (尤溪县 ; pinyin : Yóuxī Xiàn) est un district administratif de la province du Fujian en Chine. Il est placé sous la juridiction de la ville-préfecture de Sanming.

## Démographie
La population du district était de 418 416 habitants en 1999.